# Angraecum ambrense
Angraecum ambrense är en orkidéart som beskrevs av Joseph Marie Henry Alfred Perrier de la Bâthie. 
Angraecum ambrense ingår i släktet Angraecum och familjen orkidéer. Inga underarter finns listade i Catalogue of Life.